# The Golf Game and the Bonnet
The Golf Game and the Bonnet è un cortometraggio muto del 1913 diretto da George D. Baker.

## Produzione
Il film fu prodotto dalla Vitagraph Company of America.

## Distribuzione
Distribuito dalla General Film Company, il film - un cortometraggio in una bobina - uscì nelle sale cinematografiche statunitensi il 26 dicembre 1913.